# FlashNews

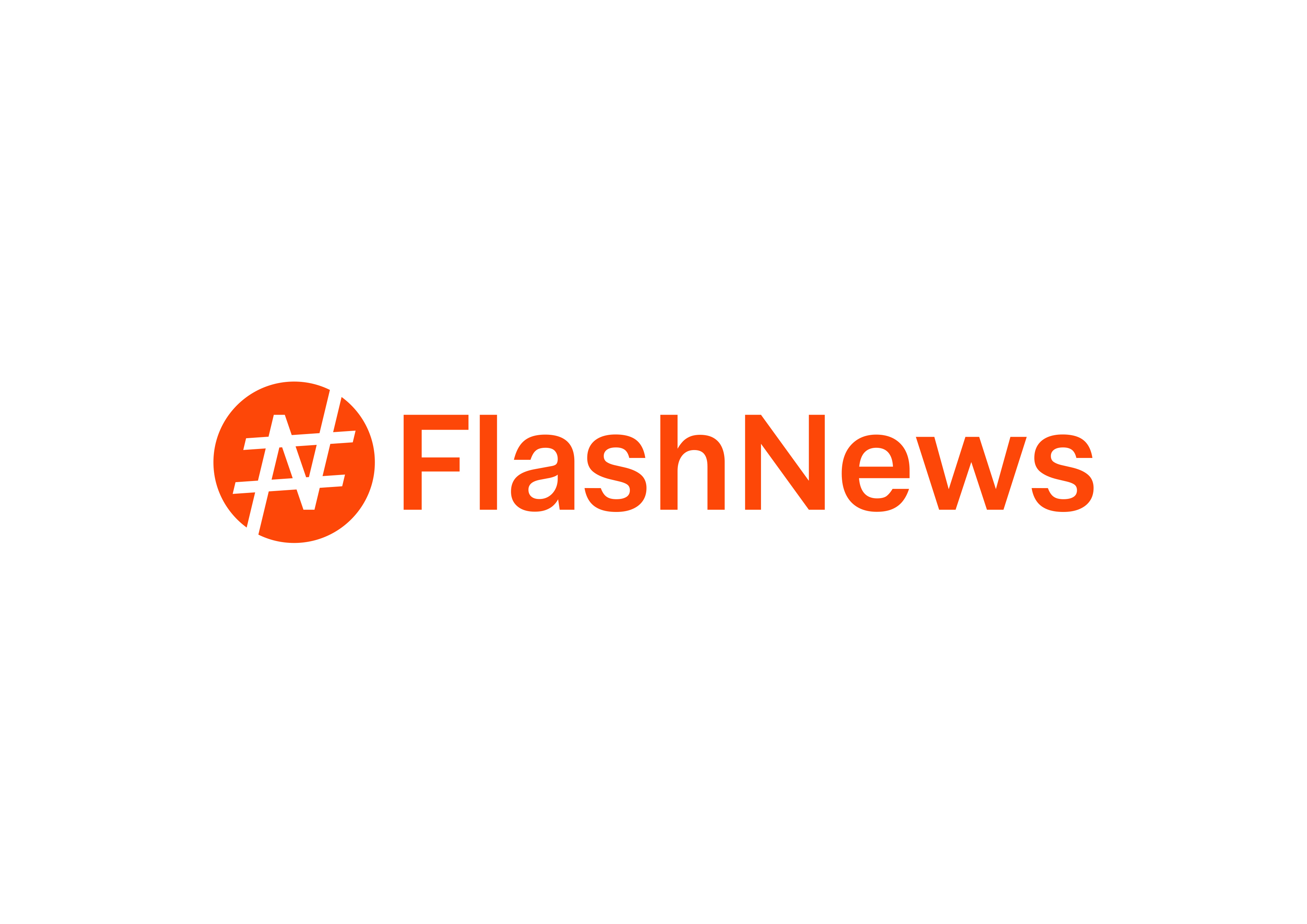
Logo FlashNews

FlashNews byla mobilní a webová platforma, která agregovala zpravodajský obsah z médií, příspěvků ze sociálních síti i informací z městských vývěsek a tento obsah se uživateli zobrazoval na základě jeho výběru. Platformu připravila společnost Livesport News patřící do skupiny Livesport. Česká verze projektu byla spuštěna v listopadu 2020. Projekt ale nedosáhl plánovaných tržeb ani návštěvnosti a byl ukončen v říjnu 2022.

## Projekt
Platforma měla podle vyjádření provozovatelů umožňovat vysokou možnost personalizace a propracované doporučování obsahu. Aplikace byla uživatelům nabízena zdarma.
Na přípravě projektu se podíleli bývalí novináři (dříve pracující pro redakce DVTV, českého Forbes a Seznam Zprávy) v čele s Filipem Horkým, který ve FlashNews pracoval jako Head of News. Na projektu pracovali i experti i z celé řady dalších oborů a externích technologických firem.[zdroj?]

## Kontroverze
Po spuštění projektu se proti přebírání obsahu ohradila některá česká média a oznámila, že zvažují právní kroky. Vydavatelství Mafra oznámilo, že se z jeho pohledu „jedná o neoprávněné přebírání mediálního obsahu z portfolia mediální skupiny MAFRA, proti čemuž se budeme bránit právní cestou“. Mluvčí společnosti Seznam.cz uvedla, že „jsme písemnou formou vyzvali jeho provozovatele, aby je bez našeho svolení nevyužíval“. Vydavatelství Economia uvedlo: „Náš obsah nebyl stažen, přestože jsme o to několikrát požádali, tyto praktiky vnímáme velmi negativně a jsme připraveni se bránit všemi dostupnými prostředky.“
Profesní asociace Unie vydavatelů dne 10. listopadu 2020 v tiskové zprávě uvedla, že platforma FlashNews „bez potřebného licenčního oprávnění zneužívá obsah vydavatelů k vlastnímu obohacení.“